# Ribs-slægten
Slægten Ribs (Ribes) er udbredt med flere end 100 arter i både Europa, Asien, Nordamerika og Sydamerika. Det er løvfældende buske med spredtstillede eller spiralstillede blade, som er stilkede, hele og tre- til femlappede. Blomsterstandene er simple klaser, der dog er reduceret til at bestå af 1-3 blomster hos stikkelsbær. Blomsterne er regelmæssige og 4- eller 5-tallige. Frugterne (kendt som ribs-bær) er bær med 20-100 frø.
Her beskrives blot de arter, som er vildtvoksende eller som dyrkes i Danmark.
| Beskrevne arter |

- Blodribs (Ribes sanguineum)
- Fjeldribs (Ribes alpinum)
- Guldribs (Ribes aureum)
- Haveribs (Ribes rubrum)
- Jostabær (Ribes × nidigrolaria)
- Solbær-busk (Ribes nigrum)
- Stikkelsbær-busk (Ribes uva-crispa eller Ribes grossularium)
- Vild ribs (Ribes spicatum)

| Andre arter |

| - Ribes aciculare - Ribes affine - Ribes alpestre - Ribes altissimum - Ribes amarum - Ribes ambiguum - Ribes americanum - Ribes armenum - Ribes binominatum - Ribes bolivianum - Ribes brachybotrys - Ribes bracteosum - Ribes burejense - Ribes cereum - Ribes ciliatum - Ribes cucullatum - Ribes cuneifolium - Ribes curvatum - Ribes cynosbati - Ribes diacanthum | - Ribes dikuscha - Ribes divaricatum - Ribes echinellum - Ribes erythrocarpum - Ribes fasciculatum - Ribes fontaneum - Ribes formosanum - Ribes fragrans - Ribes gayanum - Ribes glaciale - Ribes glandulosum - Ribes griffithii - Ribes henryi - Ribes heterotrichum - Ribes himalense - Ribes hirtellum - Ribes horridum - Ribes howellii - Ribes hudsonianum - Ribes incarnatum | - Ribes indecorum - Ribes inerme - Ribes janczewskii - Ribes japonicum - Ribes komarovii - Ribes laciniatum - Ribes lacustre - Ribes latifolium - Ribes laurifolium - Ribes laxiflorum - Ribes lehmannii - Ribes leptanthum - Ribes lobbii - Ribes longeracemosum - Ribes luridum - Ribes magellanicum - Ribes malvaceum - Ribes mandshuricum - Ribes maximowiczianum - Ribes maximowiczii | - Ribes menziesii - Ribes mescalerium - Ribes meyeri - Ribes missouriense - Ribes montigenum - Ribes moupinense - Ribes multiflorum - Ribes neglectum - Ribes nevadense - Ribes niveum - Ribes orientale - Ribes oxyacanthoides - Ribes palczewskii - Ribes pallidiflorum - Ribes pauciflorum - Ribes pentlandii - Ribes petraeum - Ribes pinetorum - Ribes procumbens - Ribes pulchellum | - Ribes punctatum - Ribes quercetorum - Ribes roezlii - Ribes rotundifolium - Ribes sachalinense - Ribes saxatile - Ribes sinanense - Ribes speciosum - Ribes stenocarpum - Ribes thacherianum - Ribes trilobum - Ribes triste - Ribes turbinatum - Ribes ussuriense - Ribes valdivianum - Ribes velutinum - Ribes viburnifolium - Ribes vilmorinii - Ribes viscosissimum - Ribes warszewiczii | - Ribes watsonianum - Ribes wolfii |